# 维尔纳·科尔夫
维尔纳·科尔夫（德語：Werner Korff，1911年12月18日—1999年2月11日），德国男子冰球运动员，场上位置是前锋。他曾代表德国参加1932年冬季奥林匹克运动会冰球比赛，获得一枚铜牌。